# 上马扎农村居民点
上马扎农村居民点（俄语：Верхнемазовское сельское поселение）是俄罗斯联邦沃罗涅日州上哈瓦区所属的一个农村居民点。其下辖有6个居民点，行政中心为上马扎。据2016年统计，该农村居民点的人口为528人。